# Safranera alpina
La safranera alpina (Colias phicomone) és una espècie de lepidòpter papilionoïdeu de la família dels pièrids (Pieridae) present als Països Catalans. Segons la Llista Vermella de la UICN és una espècie gairebé amenaçada (NT).

## Distribució
Es troba a la Serralada cantàbrica, els Pirineus, els Carpats i els Alps.

## Descripció i costums
És una papallona de mida mitjana amb una envergadura alar de 40-50 mm. El mascle és de color groc pàl·lid; la femella és gairebé blanca. Tots dos tenen una franja vermella als marges de les seves ales, amb un punt negre o blanc en el centre de les ales anteriors. El revers de les ales anteriors és de color blanc verdós fins a l'àpex groc, mentre que la part posterior de l'ala posterior és de color gris groguenc.

## Història natural
Vola a altituds de 900 a 2800 metres. Els adults volen de juny a agost, depenent de la ubicació. Les larves s'alimenten d'espècies de lleguminoses.

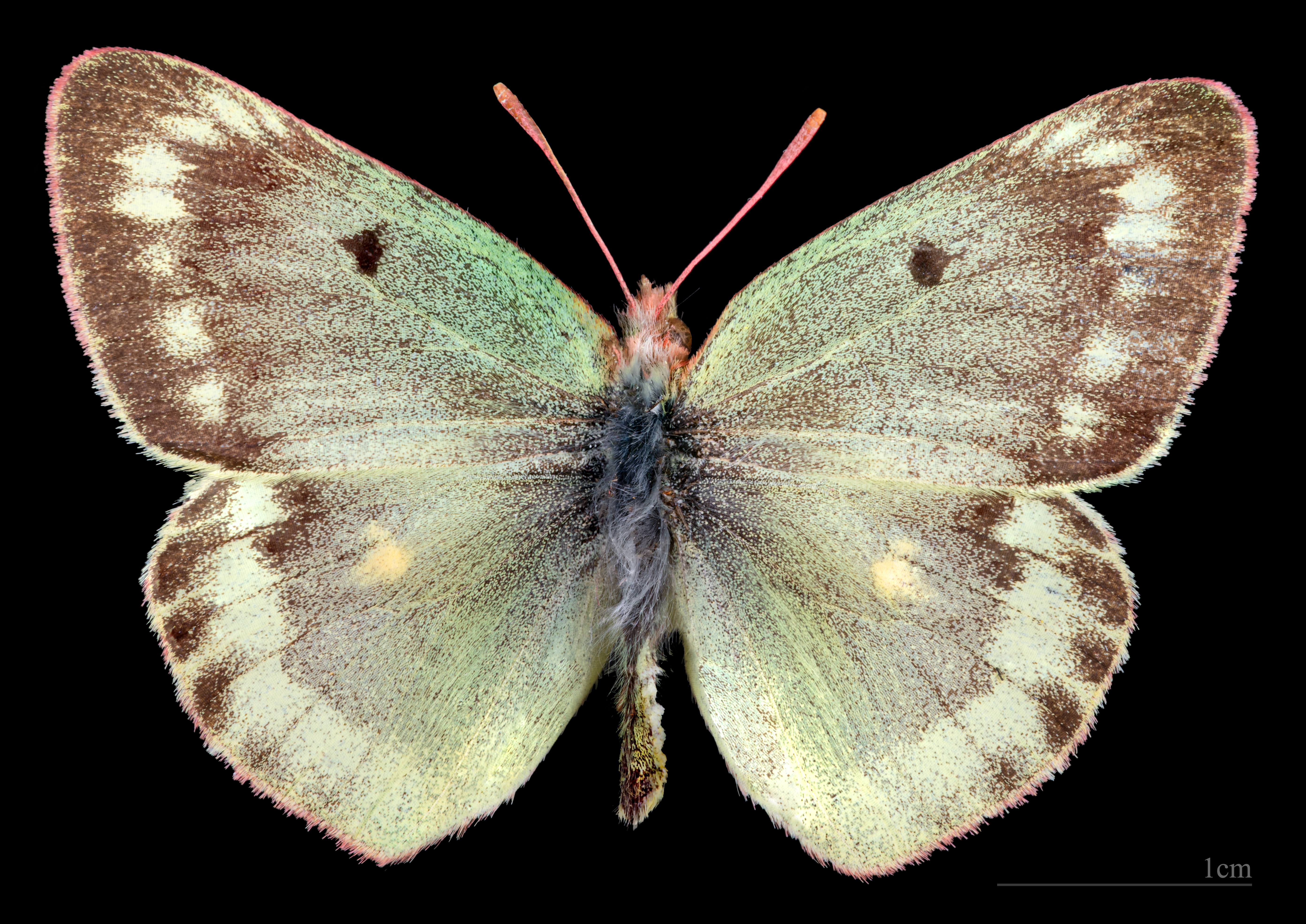
Colias phicomone ♂
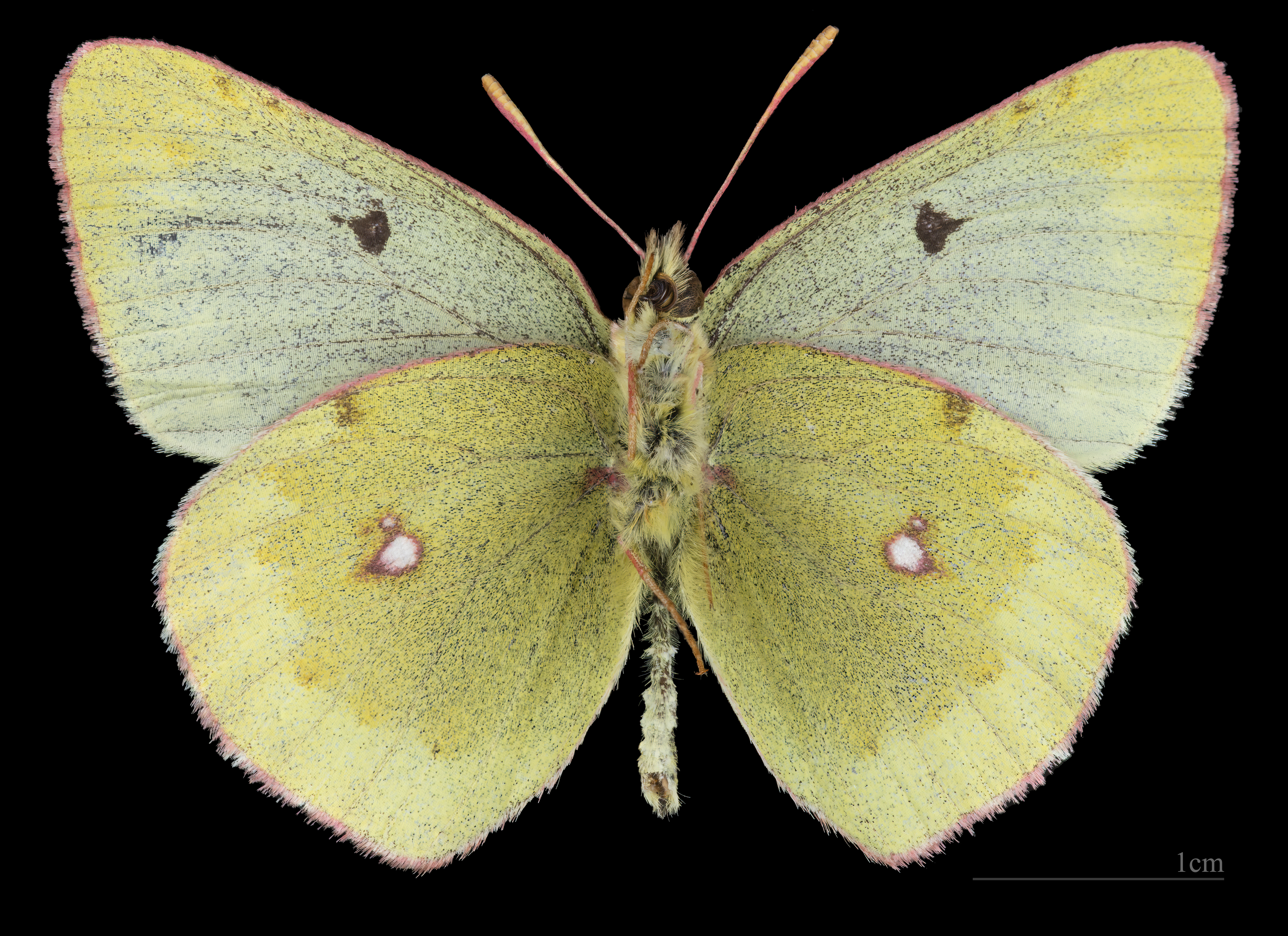
Colias phicomone ♂ △
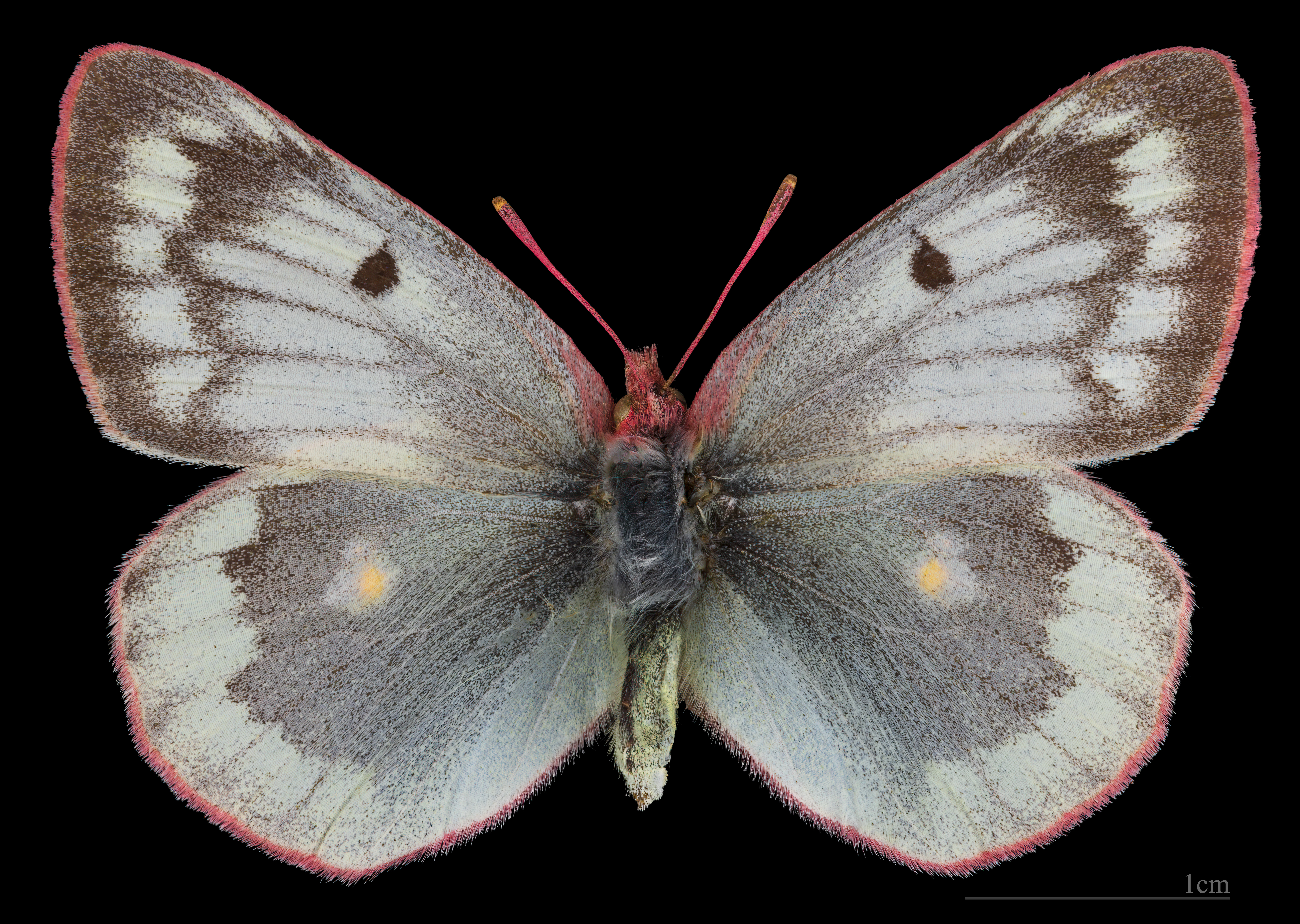
Colias phicomone ♀
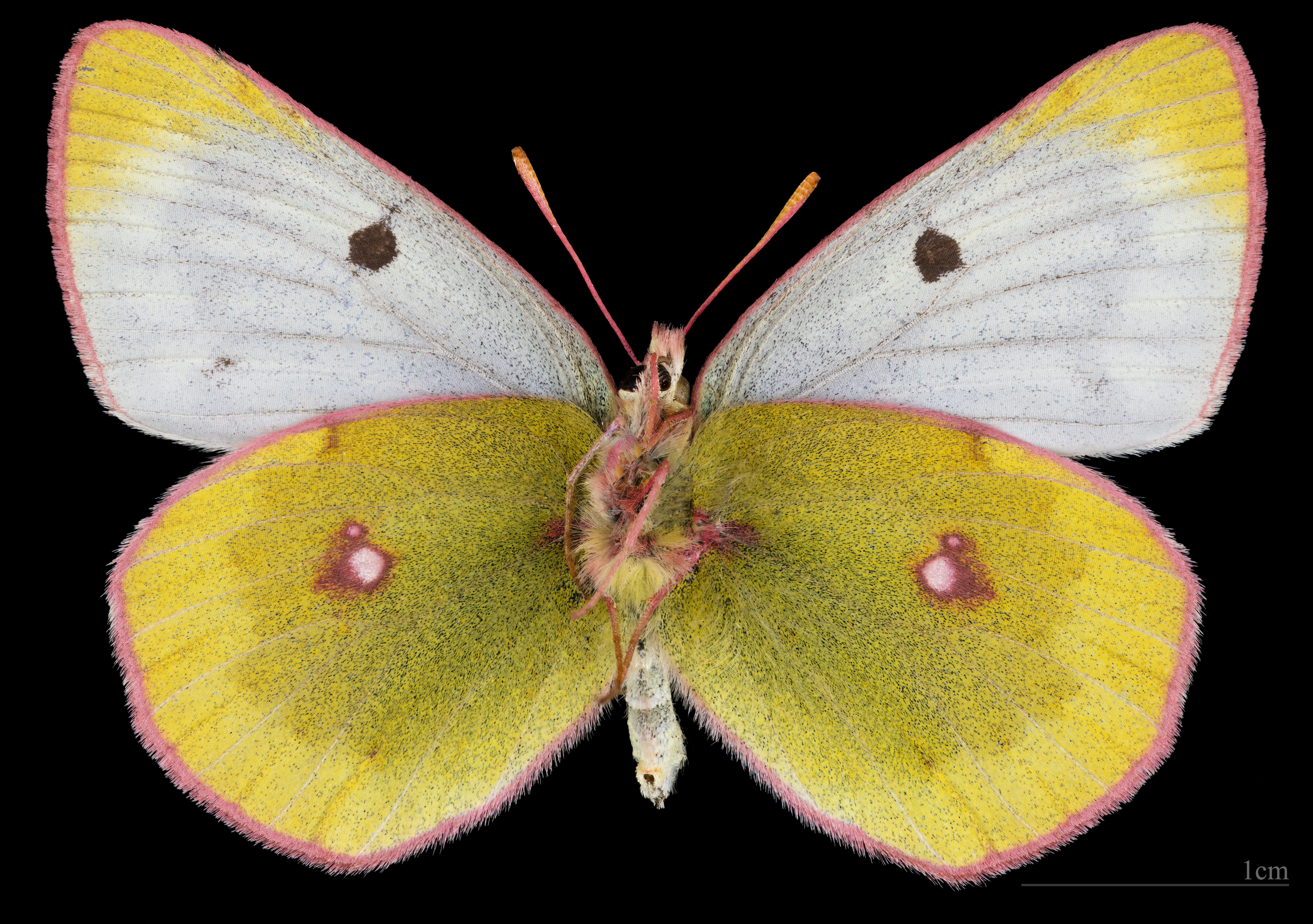
Colias phicomone ♀ △

## Subespècies[3]
- Colias phicomone phicomone als Alps, nord d'Itàlia i Carpats.
- Colias phicomone juliana (Hospital, 1948) a la Serralada cantàbrica.
- Colias phicomone oberthueri (Verity, 1909) als Pirineus.
- Colias phicomone phila Fruhstorfer, 1903 al Caixmir.

## Galeria

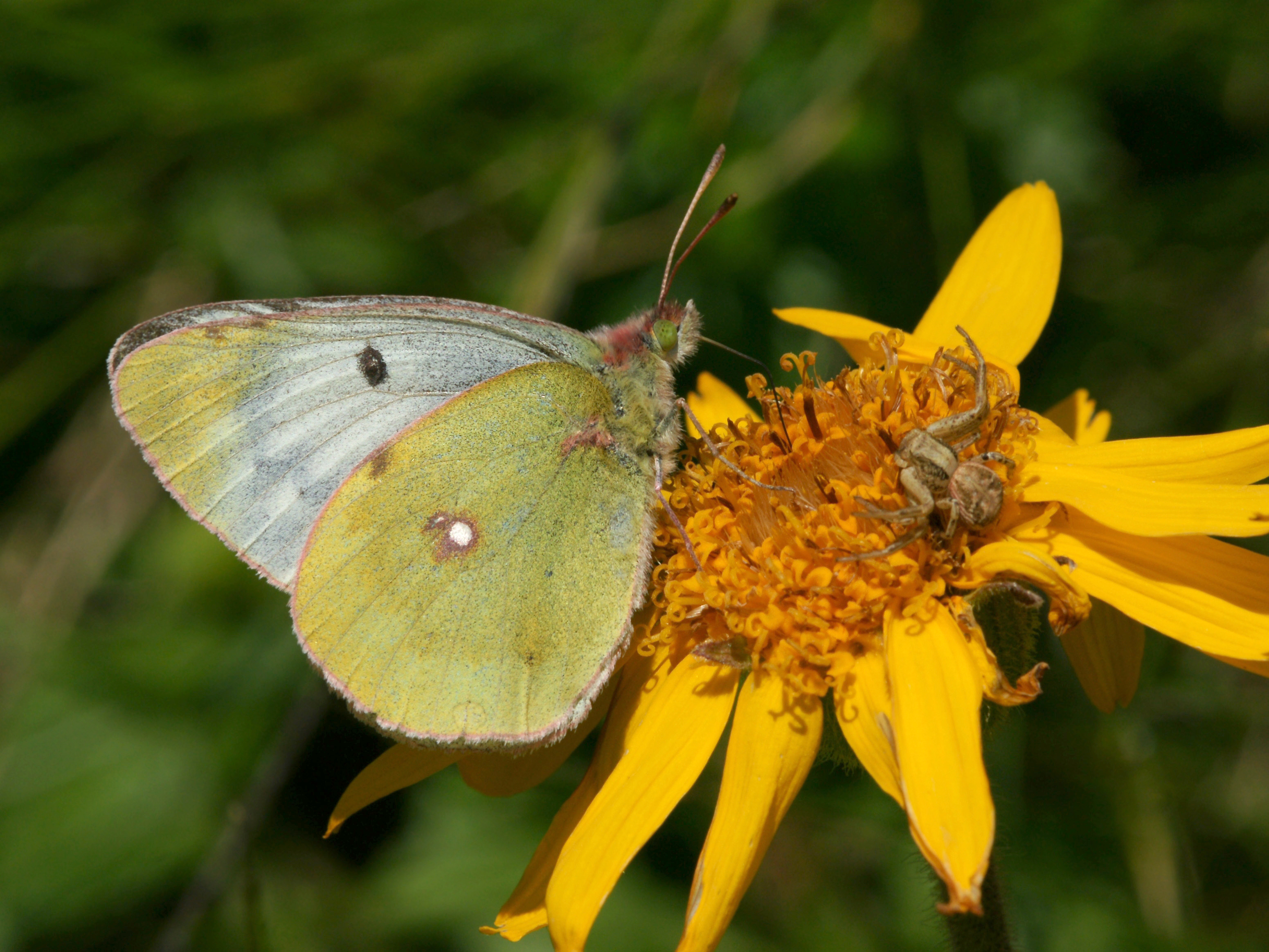
Colias phicomone
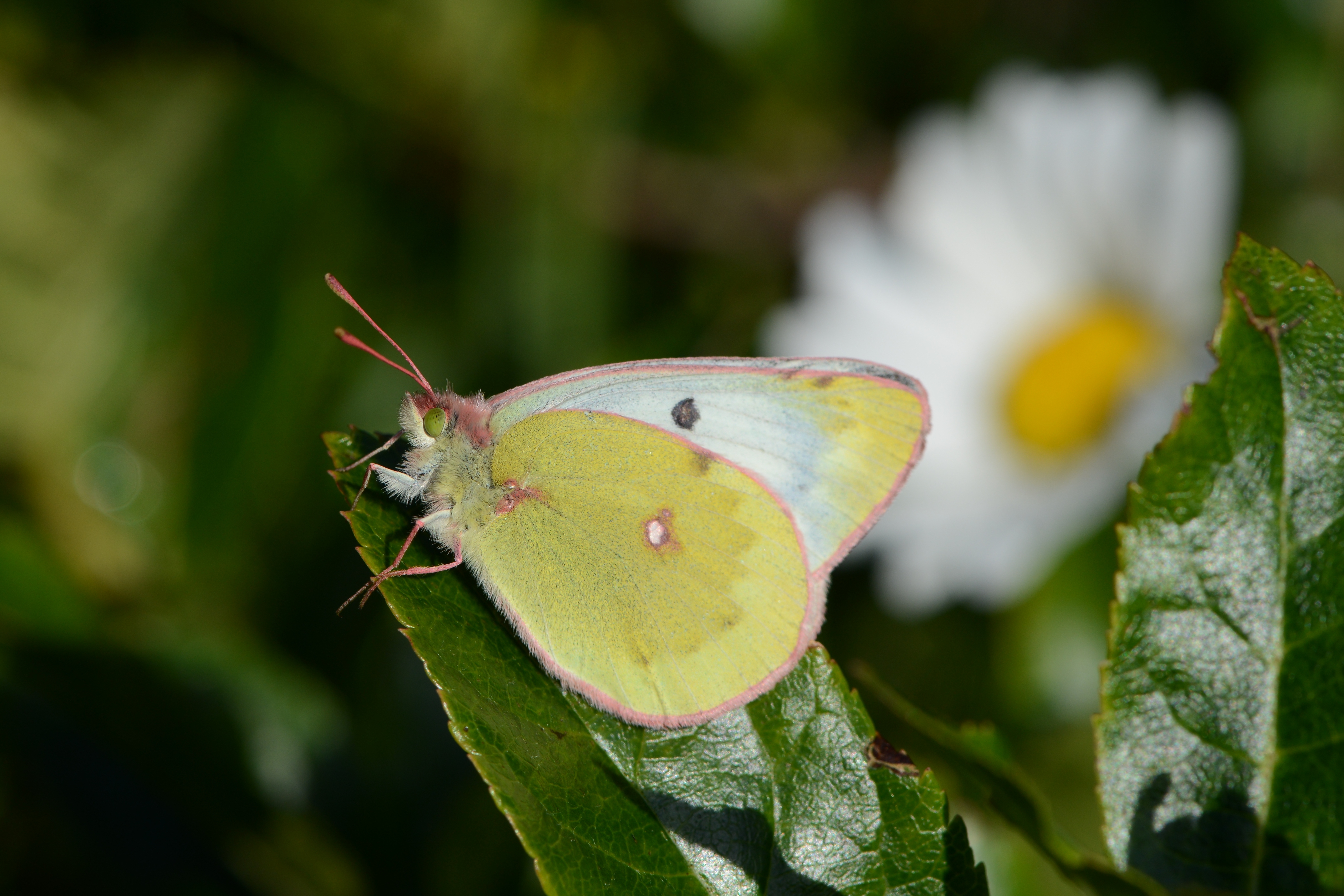
Colias phicomone
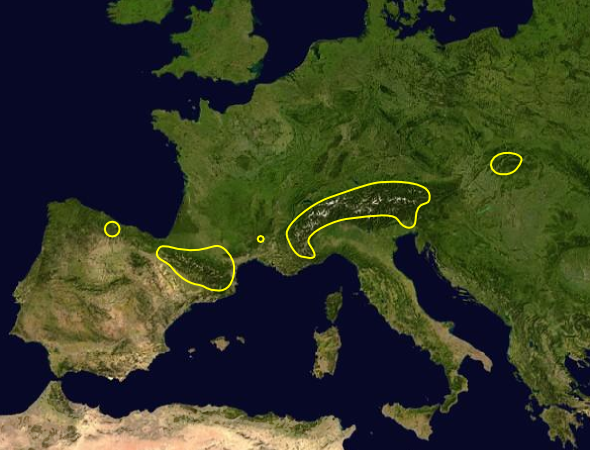
Distribució de Colias phicomone